# Antonio Poli
Antonio Poli (Viterbo, marzo 1986) è un tenore italiano.

## Biografia
Proveniente da una famiglia originaria di Canepina, ha iniziato lo studio del canto a Roma con il maestro Romualdo Savastano, e nel 2008 si è trasferito a Dresda entrando a far parte del Junges Ensemble alla Semperoper, il teatro d'opera di quella città. Nel 2010 si è esibito al Festival di Salisburgo nell'ambito del Young Singers Project. In seguito a questa partecipazione è stato scritturato al Teatro dell'opera di Graz dove ha cantato il ruolo di Don Ottavio nel Don Giovanni di Wolfgang Amadeus Mozart.
Ha debuttato alla Royal Opera House di Londra, nel 2012, nel ruolo di Cassio in Otello, ritornandovi a cantare il ruolo di Don Ottavio in Don Giovanni.
Successivamente, al Teatro Carlo Felice di Genova ha cantato nei ruoli del giovane marinaio e del pastore in Tristano e Isotta di Richard Wagner. Tra le sue altre sue interpretazioni, si ricordano quella di Arturo in Lucia di Lammermoor di Gaetano Donizetti, a Valencia, quello di Macduff in Macbeth, a Roma, dove ha cantato anche Ismaele nel Nabucco di Giuseppe Verdi. Al Gran Teatro La Fenice di Venezia si è esibito nel ruolo di Alfredo ne La traviata. Nel 2022 ritorna al Teatro dell'Opera di Roma in una nuova produzione di Luisa Miller di Giuseppe Verdi, con la direzione di Michele Mariotti e la regia di Daniele Michieletto. Passato dunque da ruoli di comprimario a ruolo di protagonista, canta nel ruolo eponimo Idomeneo di Mozart al Carlo Felice di Genova nel 2024.

## Repertorio
| Ruolo             | Titolo                         | Autore      |
| ----------------- | ------------------------------ | ----------- |
| Pollione          | Norma                          | Bellini     |
| Faust             | Mefistofele                    | Boito       |
| Nemorino          | L'elisir d'amore               | Donizetti   |
| Arturo Bucklaw    | Lucia di Lammermoor            | Donizetti   |
| Roméo             | Roméo et Juliette              | Gounod      |
| Primo cantore     | I Medici                       | Leoncavallo |
| Conte d'Almaviva  | I due Figaro                   | Mercadante  |
| Idomeneo          | Idomeneo                       | Mozart      |
| Don Ottavio       | Don Giovanni                   | Mozart      |
| Ferrando          | Così fan tutte                 | Mozart      |
| Tamino            | Die Zauberflöte                | Mozart      |
| Tito Vespasiano   | La clemenza di Tito            | Mozart      |
| Mario Cavaradossi | Tosca                          | Puccini     |
| F. B. Pinkerton   | Madama Butterfly               | Puccini     |
| Un amante         | Il tabarro                     | Puccini     |
| Rinuccio          | Gianni Schicchi                | Puccini     |
| Æneas             | Dido and Æneas                 | Purcell     |
| Ismaele           | Nabucco                        | Verdi       |
| Oronte            | I Lombardi alla prima crociata | Verdi       |
| Foresto           | Attila                         | Verdi       |
| Macduff Malcolm   | Macbeth                        | Verdi       |
| Arrigo            | La battaglia di Legnano        | Verdi       |
| Rodolfo           | Luisa Miller                   | Verdi       |
| Duca di Mantova   | Rigoletto                      | Verdi       |
| Manrico           | Il trovatore                   | Verdi       |
| Alfredo Germont   | La traviata                    | Verdi       |
| Cassio            | Otello                         | Verdi       |
| Fenton            | Falstaff                       | Verdi       |
| Giovane pastore   | Tristan und Isolde             | Wagner      |

## Discografia
- 2011 - Antonio Poli (Conte d'Almaviva), Asude Karayavuz (Contessa), Rosa Feola (Inez), Annalisa Stroppa (Cherubino), Mario Cassi (Figaro), Eleonora Buratto (Susanna), Anicio Zorzi Giustiniani (Torribio), Omar Montanari (Plagio) - Direttore: Riccardo Muti - Orchestra Giovanile Luigi Cherubini. Philharmonia Chor Wien - Registrazione dal vivo al Teatro Alighieri di Ravenna, 24 e 26 giugno 2011 - CD: Ducale DUC 045-47.
- 2018 - "the genius back to earth", Michele Villetti . traccia "l'alba separa dalla luce l'ombra" (Compositori: Lorin Maazel / Francesco Paolo Tosti / Gabriele D'annunzio), Jazzit Records.